# Sommet franco-espagnol
Un sommet franco-espagnol (en espagnol : cumbre hispano-francesa) est un sommet bilatéral entre l'Espagne, représentée par son Premier ministre (formellement appelé président du gouvernement), et la France, représentée par son président de la République. De tels sommets sont organisés à un rythme plus ou moins annuel depuis 1987, ponctuant les relations entre les deux pays.
Ils sont institués par une déclaration commune signée à Paris le 9 juillet 1985 par le ministre des Affaires extérieures de l'Espagne, Francisco Fernández Ordóñez, et le ministre des Relations extérieures de la France, Roland Dumas, dans le cadre de la visite d'État du roi d'Espagne, Juan Carlos, auprès du président français, François Mitterrand. Cette décision s'inscrit dans le contexte où l'Espagne est en cours d'adhésion à la Communauté économique européenne (CEE), qui deviendra plus tard l'Union européenne (UE) : en effet, le traité de Madrid/Lisbonne, relatif à l'élargissement de la CEE à l'Espagne et au Portugal, est signé deux mois avant, le 12 mai 1985, et entre en vigueur six mois après, le 1er janvier 1986.

## Liste
| No | Ville                             | Pays    | Date                  | Président du gouvernement espagnol | Président de la République française | Réf.  |
| -- | --------------------------------- | ------- | --------------------- | ---------------------------------- | ------------------------------------ | ----- |
| 1  | Madrid                            | Espagne | 11 – 12 mars 1987     | González                           | Mitterrand                           | [ b ] |
| 2  | Montpellier                       | France  | 23 – 24 novembre 1988 | González                           | Mitterrand                           | [ c ] |
| 3  | Valladolid                        | Espagne | 23 – 24 octobre 1989  | González                           | Mitterrand                           | [ d ] |
| 4  | Paris                             | France  | 13 novembre 1990      | González                           | Mitterrand                           | [ e ] |
| 5  | Madrid                            | Espagne | 25 – 26 octobre 1991  | González                           | Mitterrand                           | [ f ] |
| 6  | Albi                              | France  | 19 novembre 1992      | González                           | Mitterrand                           | [ g ] |
| 7  | Tolède                            | Espagne | 19 – 20 novembre 1993 | González                           | Mitterrand                           | [ h ] |
| 8  | Foix                              | France  | 20 – 21 octobre 1994  | González                           | Mitterrand                           | [ i ] |
| 9  | Madrid                            | Espagne | 9 – 10 octobre 1995   | González                           | Chirac                               | [ j ] |
| 10 | Marseille                         | France  | 4 – 5 novembre 1996   | Aznar                              | Chirac                               | [ k ] |
| 11 | Salamanque                        | Espagne | 1er – 2 décembre 1997 | Aznar                              | Chirac                               | [ l ] |
| 12 | La Rochelle                       | France  | 20 – 21 novembre 1998 | Aznar                              | Chirac                               | [ m ] |
| 13 | Santander                         | Espagne | 23 mai 2000           | Aznar                              | Chirac                               | [ n ] |
| 14 | Perpignan                         | France  | 11 octobre 2001       | Aznar                              | Chirac                               | [ o ] |
| 15 | Malaga                            | Espagne | 26 novembre 2002      | Aznar                              | Chirac                               | [ p ] |
| 16 | Carcassonne                       | France  | 6 novembre 2003       | Aznar                              | Chirac                               | [ q ] |
| 17 | Saragosse                         | Espagne | 7 décembre 2004       | Zapatero                           | Chirac                               | [ r ] |
| 18 | Paris                             | France  | 10 novembre 2005      | Zapatero                           | Chirac                               | [ s ] |
| 19 | Gérone                            | Espagne | 16 novembre 2006      | Zapatero                           | Chirac                               | [ t ] |
| 20 | Paris                             | France  | 10 janvier 2008       | Zapatero                           | Sarkozy                              | [ u ] |
| 21 | Madrid (lors d'une visite d'État) | Espagne | 27 – 28 avril 2009    | Zapatero                           | Sarkozy                              | [ 2 ] |
| 22 | Paris                             | France  | 10 octobre 2012       | Rajoy                              | Hollande                             | [ v ] |
| 23 | Madrid                            | Espagne | 27 novembre 2013      | Rajoy                              | Hollande                             | [ w ] |
| 24 | Paris                             | France  | 1er décembre 2014     | Rajoy                              | Hollande                             | [ 3 ] |
| 25 | Malaga                            | Espagne | 20 février 2017       | Rajoy                              | Hollande                             | [ x ] |
| 26 | Montauban                         | France  | 15 mars 2021          | Sánchez                            | Macron                               | [ y ] |
| 27 | Barcelone                         | Espagne | 19 janvier 2023       | Sánchez                            | Macron                               | [ z ] |